# مزيكا
مزيكا هي قناة عربية موسيقية تأسست في عام 2003، ويمتلكها رجل الأعمال المصري محسن جابر صاحب شركة عالم الفن للإنتاج الفني في الوطن العربي كانت القناة من أوائل القنوات الموسيقية التي انضمت على القمر الصناعي المصري نايل سات. وكانت تتبعها قناة زووم التي توقفت عن البثّ عام 2015.

## تاريخ التأسيس

شعار قناة مزيكا القديم

تأسست قناة مزيكا في عام 2003 ويمتلكها رجل أعمال المصري محسن جابر صاحب شركة عالم الفن للإنتاج الموسيقية في الوطن العربي و هي أول قناة عربية غنائية من أوائل القنوات الموسيقية وتمتلك أكبر مكتبة الأغاني في الشرق الأوسط وتمتلك قناة مزيكا جودة البث فائقة الجودة في بث الأغاني مع امتلاك حقوق الأغاني.

## مؤسس القناة
رجل أعمال المصري محسن جابر هو مؤسس قناة مزيكا صاحب شركة عالم الفن للإنتاج الموسيقية في الوطن العربي؛ وهو يعتبر أشهر رجال الأعمال الموجدون على الساحتين الفنية والإعلامية في العالم العربي. كانت أولى إنتاجاته منتصف السبعينات من خلال ألبوم «ثلج ونار» للفنانة ميادة الحناوي، وعرف بحبه للفن الخليجي والعربي منذ صغره، حيث كان من محبي فنان العرب محمد عبده حين كان في عمر الـ 17 سنة، حيث كان ـ على حد قوله ـ يردد أجمل أغانيه في تلك الفترة منها «يا مركب الهند» و «ايوه» والآن أصبح محمد عبده من أعزّ وأقرب أصدقائه.

## برنامج غنائي
تعرض قناة مزيكا جميع الأغاني العربية الحديثة، الأغاني الكلاسيكية والطربية. على رأسها تراث أم كلثوم وعبد الحليم حافظ ومحمد عبد الوهاب وصباح وشادية وآخرين، وأيضا جميع أغاني ميادة الحناوي وسميرة سعيد وهاني شاكر ومحمد فؤاد ومدحت صالح وأحمد عدوية ووردة الجزائرية وعمرو دياب وراغب علامة وفايزة أحمد وعزيزة جلال ونوال الزغبي وهيفاء وهبي وصابر الرباعي وسامو زين وتامر حسني وآمال ماهر.
عام 2015 انضمت كأول قناة في الوطن العربي إلى عالم التطبيقات الرقمية مع شركة أبل العالمية لتقديم الأغاني العربية بنكهتها الأساسية عن طريق تقديم قوائم غنائية متعددة playlists.

## قناة زووم
في عام 2004 أطلقت مجموعة قنوات مزيكا القناة الثانية بأسم زووم بعد إطلاق قناة مزيكا في عام 2003 و يمتلكها رجل الأعمال المصري محسن جابر صاحب شركة عالم الفن للإنتاج الموسيقية في الوطن العربي و تعرض القناة أحدث الاغاني و الكليبات و برامج ترفيهية و أخبار الفنانين وشعار القناة مزيكا عالمكشوف وفي عام 2010 تمكنت إدارة مجموعة قنوات مزيكا بتغيير أسم القناة من زووم إلي مزيكا زووم وفي يوم الخميس 8 رمضان 1436هـ الموافق 25 يونيو 2015م توقف قناة زووم عن البث لحين عمل تحديث و تجديد شامل علي محتواها وبرامجها التي كانت تظهر من خلالها لتعود قناة مزيكا إلي البث بشكل جديد ومختلف يذكر ان قناة زووم هي القناة الثانية التي يمتلكها المنتج محسن جابر وقد بدأت البث عام 2003.

## أنظر أيضًا
- محسن جابر
- عالم الفن

## وصلات خارجية
- الموقع الرسمي